# サカツラトキ
サカツラトキ（酒面朱鷺、学名:Phimosus infuscatus）は、ペリカン目トキ科に分類される鳥類の一種である。本種1種でサカツラトキ属を構成する。

## 分布
南アメリカ東部の熱帯地帯（ベネズエラから、ウルグアイ、アルゼンチン北部まで）に分布する。

## 形態
体長46-51cm。トキ科の中では小型の種である。体全体が緑青光沢をおびた黒色で、翼と背面は特に強い光沢をおびる。額から目の周囲はいぼ状の皮膚が裸出していて赤い。顔が、飲酒して紅潮したように見えることが和名の由来である。嘴は赤く、脚はピンク色である。

## 生態
主に熱帯地方の森林内の沼地や湿地に生息する。草原や干潟に飛来することもある。
昆虫類、両生類などを捕食する。
繁殖形態は卵生。コロニーを形成して繁殖する。

## 亜種
以下の3亜種に分類される。
- Phimosus infuscatus berlepschi
- Phimosus infuscatus nudifrons
- Phimosus infuscatus infuscatus